# Acceptance
Acceptance est un groupe américain de rock, originaire de Seattle, dans l'État de Washington. Formé en 1998, le groupe publie son premier EP, Lost for Words, en 2000, suivi par Black Lines to Battlefields en 2003 (cet EP sera réédité avec des morceaux bonus). Leur premier album, Phantoms, est publié en 2005.
Le 26 janvier 2015, Acceptance annonce son retour. Il publie son premier morceau en dix ans, Take You Away le 8 mai 2015. Un second album, Colliding by Design, est publié le 24 février 2017. En 2020, il réalise un troisième album, Wild, Free.

## Biographie

### Première phase (1998–2006)
Le groupe tourne à l'échelle nationale partageant la scène avec notamment The Juliana Theory, Anberlin, Finch, Further Seems Forever, et Seether ; ils jouent aussi notamment au Warped Tour et au Cornerstone Festival. Leur premier EP, Lost for Words est distribué par un petit label indépendant local de Seattle appelé Rocketstar Records. Après quelque temps, le groupe conclut un contrat au label Columbia Records auquel il publie son EP Black Lines to Battlefields (produit par Aaron Sprinkle) par le biais du Militia Group.
Acceptance publie son premier album Phantoms, chez Columbia Records en 2005. Il est de nouveau produit par Aaron Sprinkle. Le 2 août, le groupe annonce sa séparation. L'ancien guitariste Christian McAlhaney postera d'ailleurs un message sur leur site web.

### Post-séparation (2006–2014)
Jason Vena participe au morceau The Healing de l'album Vessels (2010) de Ivoryline, marquant sa véritable première apparition depuis la séparation du groupe. En 2012, il participe au morceau Outlines de l'album Don't Panic d'All Time Low.
Kaylan Cloyd se joint à Ryan Van Wieringen et Bobby Darling de Gatsbys American Dream pour former Search/Rescue. Le groupe publie un premier album, The Compound, à la fin 2007 au Japon, qui est distribué au début de 2008 aux États-Unis chez Eyeball Records. Christian McAlhaney joue de la guitare pour Anberlin jusqu'en novembre 2014. Nick Radovanovic, Christian McAlhaney, et Kyle Flynn se lancent dans un groupe appelé Thunder avec Jerrod Bettis.

### Retour (depuis 2015)
Le 26 janvier 2015, Acceptance annonce son retour au Skate and Surf 2015 d'Asbury Park, dans le New Jersey. Après cette annonce, le groupe publie un morceau intitulé Take You Away, son premier depuis sa séparation en 2006. Le 3 août 2016, Acceptance annonce trois dates de concert au Texas avec As Cities Burn, et d'autres le 21 octobre à Dallas au So What?! Music Fest de Deep Ellum,le 22 octobre à Houston au Scout Bar, et le 23 octobre à Austin au Dirty Dog Bar! Le 30 novembre 2016, Christian McAlhaney est interviewé concernant la séparation du groupe en 2006. Il explique que leur premier album, Phantoms a filtré neuf mois plus tôt, et possédait un logiciel espion installé par Sony qui, après une longue bataille judiciaire, a supprimé Phantoms des ventes.
Acceptance annonce un second album studio, Colliding by Design, pour février 2017. Un moreau de l'album, Diagram of a Simple Man, est publié spécialement pour les auditeurs ayant contribué au financement de l'album sur PledgeMusic.
Le 9 octobre 2020, le groupe sort son troisième album intitulé Wild, Free. Ce dernier comprend tous les titres d'un précédent EP paru le 24 juillet 2020, Wild. 

## Style musical
Neil Z. Yeung d'AllMusic décrit le style du groupe sous les termes de « mélodies entraînantes, chœurs énormes, des chants de la taille d'une arène » dans la veine de Jimmy Eat World, the Juliana Theory, et Anberlin. Phantoms est catégorisé pop alternative, pop,, pop rock,,,, et rock.

## Membres

### Membres actuels
- Kaylan Cloyd – guitare (1998–2006, depuis 2015)
- Jason Vena – chant (1998–2006, depuis 2015), basse (1998–2000)
- Garrett Lunceford – guitare, claviers, batterie (2000–2003, depuis 2015)
- Christian McAlhaney – guitare, chant (2000–2006, 2015)
- Ryan Zwiefelhofer – basse (2000–2006, depuis 2015)
- Nick Radovanovic – batterie (2003–2006, depuis 2015)

### Anciens membres
- Peter Pizzuto – batterie (1998–2000)
- Chris DeCastro – guitare (1998–2000)
- Christopher Camp – basse (2001–2002)
- Bryan Chalk - batterie (2004-2005)

### Membre de tournée
- Kyle Flynn – basse (2006)[16]

## Discographie
- 2005 : Phantoms
- 2017 : Colliding by Design
- 2020 : Wild, Free